# Paul Zeltinger

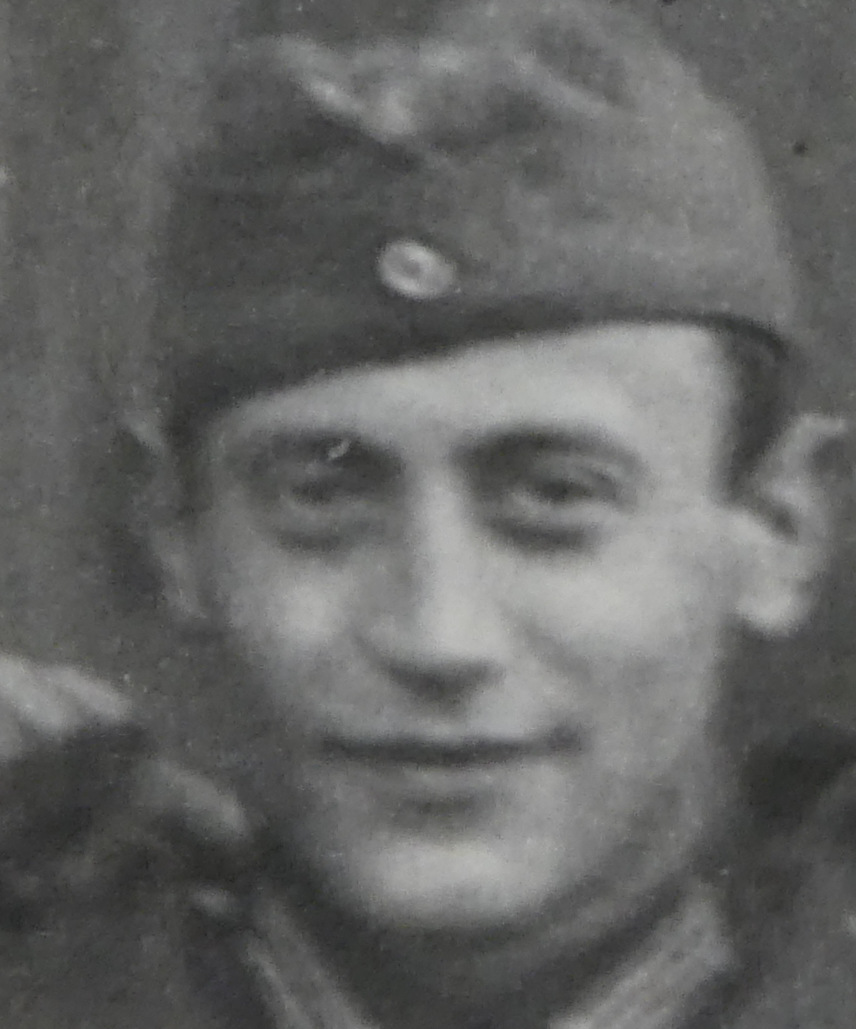
Paul Zeltinger (undatiert)

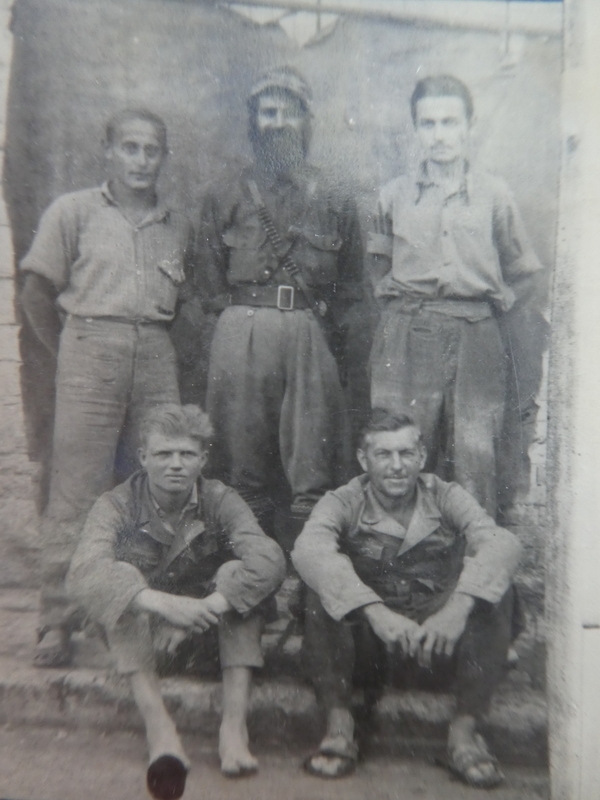
Paul Zeltinger, links stehend, in Griechenland

Paul Maria Jakob Zeltinger (* 16. August 1921 in Köln; † 13. Juni 1989) war ein deutscher Widerstandskämpfer der ELAS gegen den Nationalsozialismus.

## Leben
Zeltinger wurde 1921 als Sohn des Uhrmachers Peter Zeltinger und dessen Frau Martha geb. Klein, geboren. Er wuchs mit 4 Geschwistern im Kuniberts-Viertel auf und besuchte die dortige Schule. Nach der Schule begann er eine Ausbildung zum Maler und Anstreicher. Diesen Beruf führte er bis zu seinem Renteneintritt aus.
Am 27. Januar 1943 trat er seinen Dienst in der Deutschen Wehrmacht an. Dort durchlief er einige Stationen erst das Grenadier Ersatz Bataillon 453, dann die 2. Kompanie Ausbildungs-Bataillon 453, die 1. Kompanie Reserve-Infanterie-Bataillon 205 sowie die 3. Kompanie Festungs-Infanterie-Bataillon 910.
Im Einsatz war er mit seiner Kompanie in Sami auf der Insel Kefalonia als Obergrenadier. Hier schloss er sich der Gruppe um Josef Reitzle und dem Widerstand der ELAS an.
Am 9. September 1944 wurden beide in Kefalonia als vermisst gemeldet. Am 11. September 1944 gerieten beide in britische Gefangenschaft. Jedoch befand er sich erst von März 45 bis Juni 1947 im Gefangenenlagern. Erst im Camp 377 bei Athen, dann Camp 307 Fanara/Bittersee, Ägypten, Camp 379 Quassassin, Ägypten, Camp 380 Fanara/Bittersee, Ägypten. Bis zur Lagerinhaftierung schloss er sich als Mitglied der Gruppe um Josef Reitzle dem griechischen Widerstand ELAS an. Sie wurden jedoch nicht im Kampfdienst eingesetzt, sondern waren Helfer im nicht kämpfenden Dienst. Später erhielt die Gruppe um Reitzle einen Marschbefehl durch die ELAS. Sie sollten über Serbien nach Österreich gelangen, um den Kampf gegen den Faschismus fortzusetzen. Die Lagerinhaftierung durchquerte jedoch dieses Vorhaben. Nach der Haftzeit, wurde er am 30. Mai 1947 nach Deutschland zurückgeführt und am 13. Juni 1947 entlassen. Während seiner Zeit der Gefangenschaft, hatte er die Möglichkeit als Maler und Anstreicher zu arbeiten, er bekam einen Passierschein, um das Lager zur Arbeit verlassen zu können.
Nach dem Krieg und der Gefangenschaft kehrte Paul Zeltinger nach Altenkirchen im Westerwald zurück. Seine Mutter stammte von hier und die Familie zog, nachdem Pauls Geburtshaus im Krieg vollkommen zerstört wurde, in den Westerwald. Hier lernte er seine spätere Frau Anneliese Müller kennen, die Tochter des ansässigen Hufschmieds. Mit ihr zusammen bekam er zwei Kinder, den Sohn Hans Maria Jürgen Zeltinger  und die Tochter Susanna Maria Zeltinger.

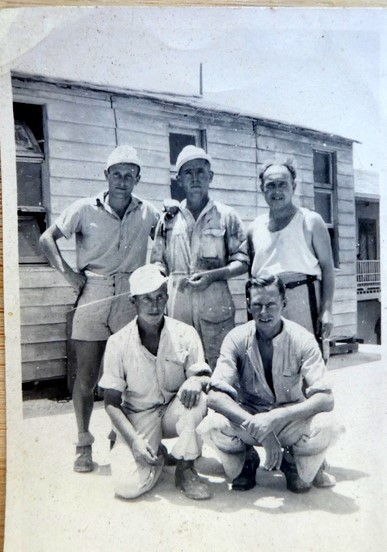
Paul Zeltinger, links hinten stehend
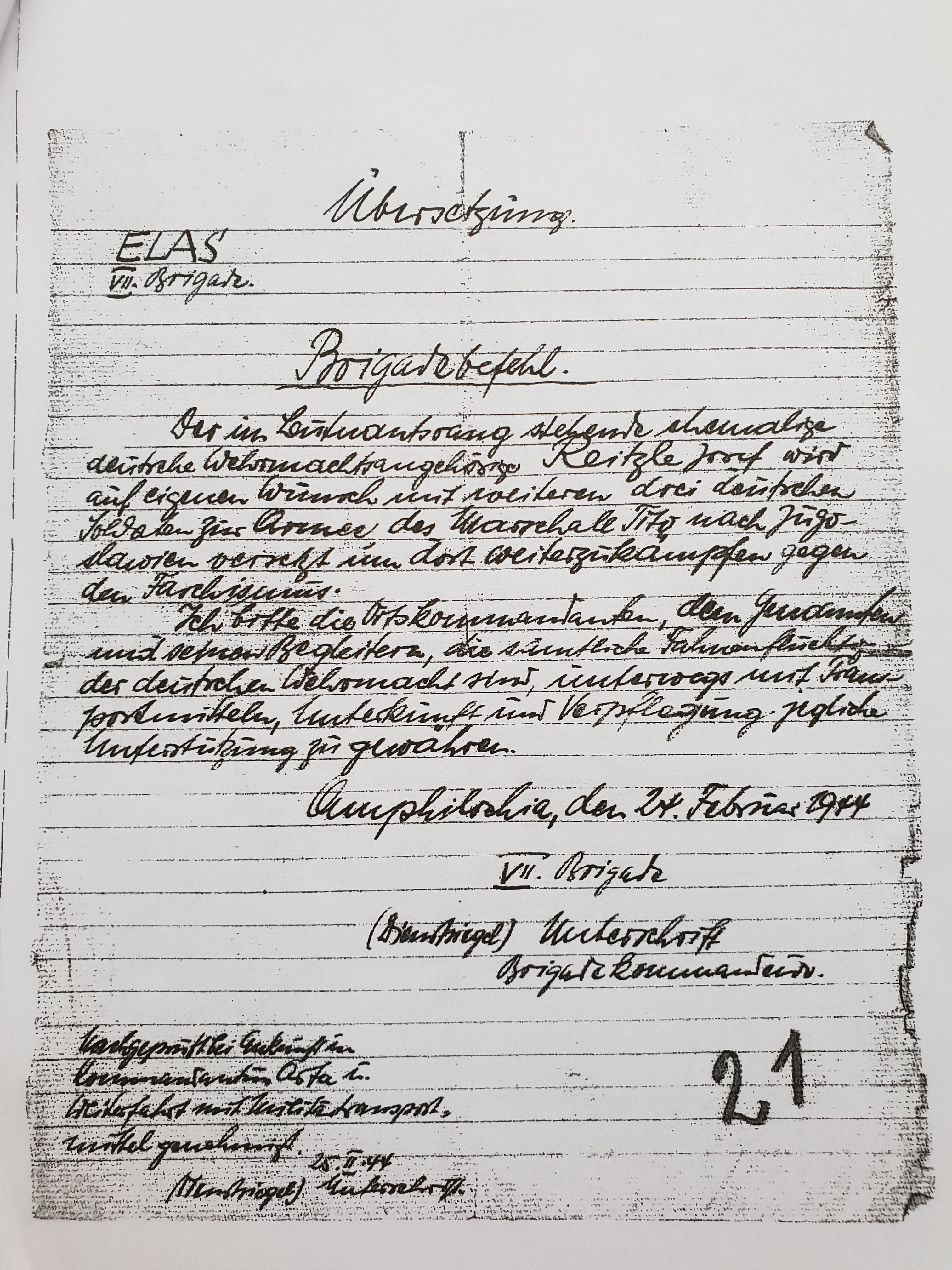
ELIAS, Brigadebefehl
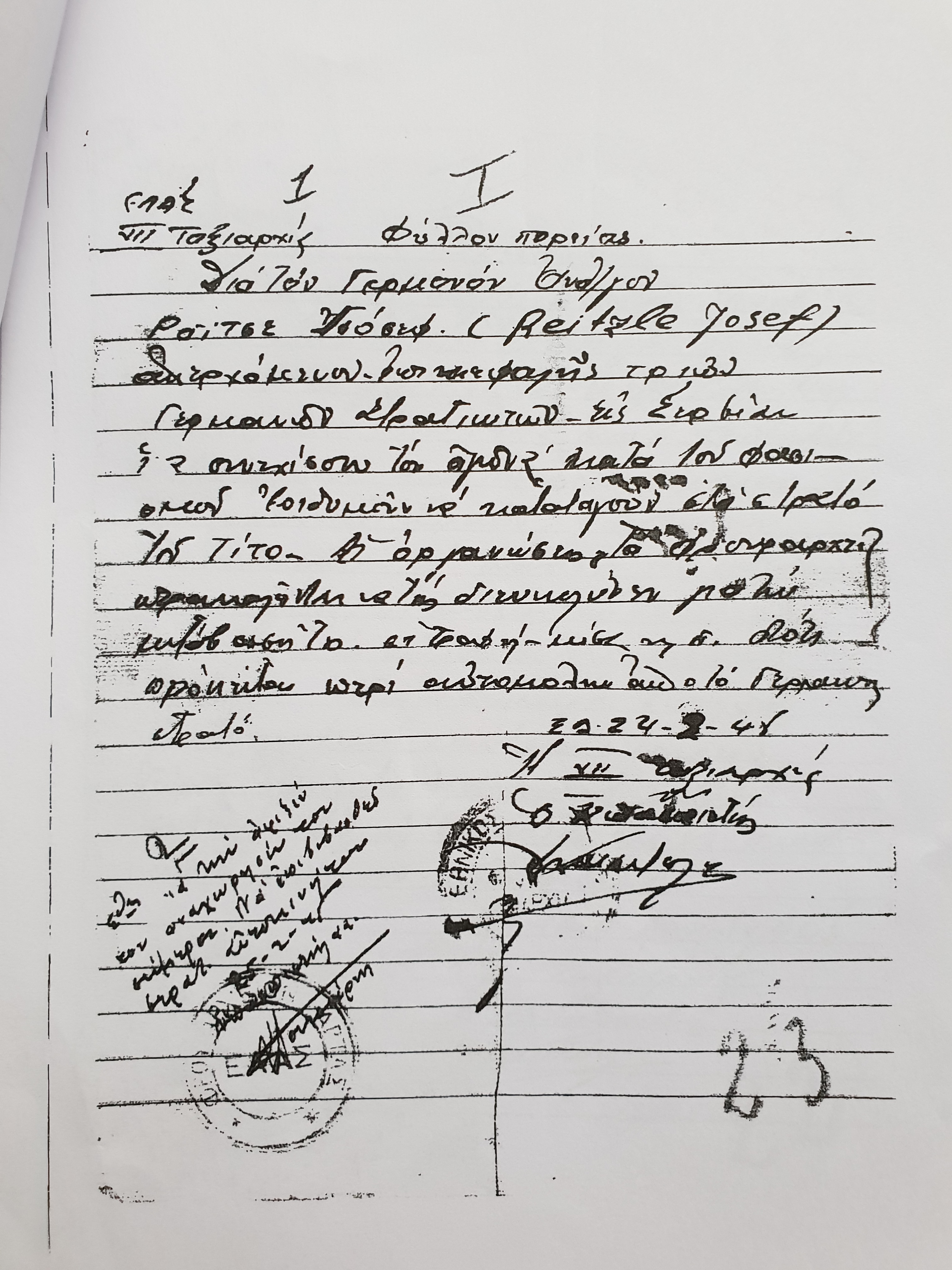
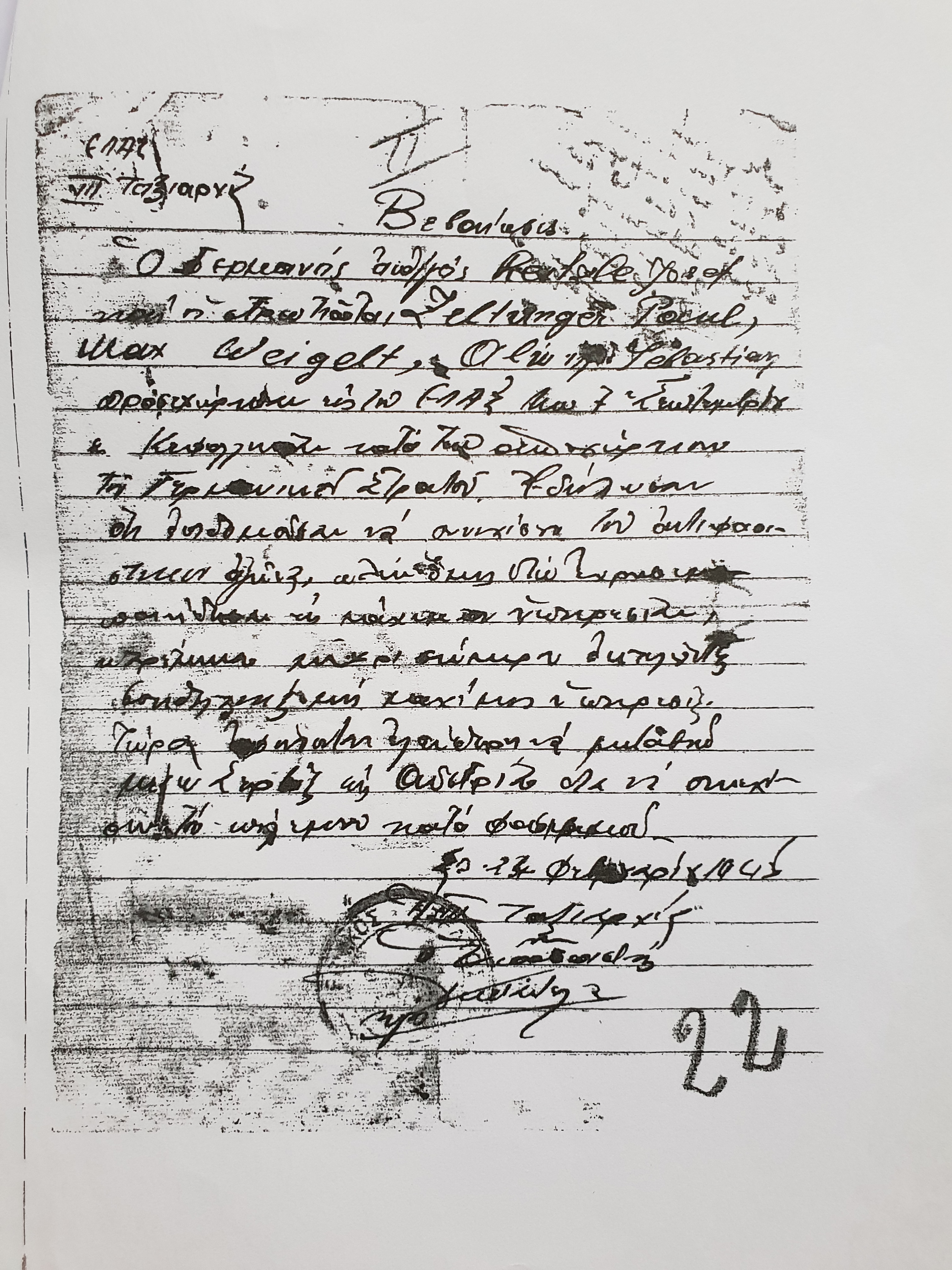

## Belege
1. ↑  Ayhan Demirci: Unbekannte Fotos aufgetaucht So hat man die Kölner Musiklegende noch nie gesehen, Kölner Express, 8. Dezember 2019, abgerufen am 9. Januar 2021

| Personendaten    | Personendaten                                                       |
| ---------------- | ------------------------------------------------------------------- |
| NAME             | Zeltinger, Paul                                                     |
| ALTERNATIVNAMEN  | Zeltinger, Paul Maria Jakob (vollständiger Name)                    |
| KURZBESCHREIBUNG | deutscher Widerstandskämpfer der ELAS gegen den Nationalsozialismus |
| GEBURTSDATUM     | 16. August 1921                                                     |
| GEBURTSORT       | Köln                                                                |
| STERBEDATUM      | 13. Juni 1989                                                       |